# Dikkopmos
Dikkopmos (Brachythecium) is een geslacht van mossen uit de dikkopmosfamilie (Brachytheciaceae). Het geslacht werd voor het eerst beschreven door Wilhelm Philipp Schimper.

## Determinatie
Qua uiterlijk zijn de dikkopmossoorten zeer divers. Hun stengels zijn kruipend tot rechtopstaand, hun vertakking zeer onregelmatig tot gelijkmatig. Hun bladeren zijn meestal driehoekig, hartvormig, ovaal of lancetvormig. Ze kunnen gerimpeld of glad zijn en hebben meestal een relatief lange bladpunt. De stengel- en takbladeren kunnen op verschillende manieren worden vormgegeven. De bladcellen van de bladeren zijn altijd prosenchymatisch, d.w.z. ze vormen een netwerk van lange, smalle cellen. De bladnerf is bijna altijd gewoon aanwezig en steekt zelden verder dan het midden van het blad uit. De sporenkapsel is meestal hellend en zit op een rode seta (kapselsteel). Het deksel van de sporenkapsel heeft meestal een korte snavel.

## Ecologie
Dikkopmossoorten groeien meestal op eutrofe substraattypen. Ze worden ook vaak aangetroffen op kalkarme locaties. Sommige soorten groeien op hout, terwijl andere op rotsen of op de grond groeien. Ze komen vooral voor in de buurt van menselijke nederzettingen hebben ze de voorkeur vanwege het hoge gehalte aan voedingsstoffen in de bodem.

## Verspreiding
Het verspreidingsgebied van de dikkopmosfamilie is wijdverbreid over Europa.

## Taxonomie
Volgens het systeem van Stech & Frey is er een sterke verandering in de soorten die tot dit geslacht worden gerekend. In sommige gevallen worden eerdere dikkopmossoorten gescheiden in andere geslachten (bijvoorbeeld in de geslachten Brachytheciastrum) of worden individuele soorten overgenomen van andere geslachten in Brachythecium (bv Cirriphyllum, Homalothecium).

## Soorten
Brachythecium omvat wereldwijd 149 soorten. In Midden-Europa komen verschillende soorten voor:
- Brachythecium albicans (Bleek dikkopmos)
- Brachythecium campestre
- Brachythecium capillaceum
- Brachythecium cirrosum (voorheen Cirriphyllum cirrosum)
- Brachythecium erythrorrhizon
- Brachythecium geheebii (voorheen Homalothecium geheebii)
- Brachythecium glareosum (Kalkdikkopmos)
- Brachythecium laetum (Rotsdikkopmos)
- Brachythecium mildeanum (Moerasdikkopmos)
- Brachythecium oedipodium (IJl dikkopmos)
- Brachythecium plumosum (Oeverdikkopmos)
- Brachythecium populeum (Penseeldikkopmos)
- Brachythecium reflexum (Gekromd dikkopmos)
- Brachythecium rivulare (Beekdikkopmos)
- Brachythecium rutabulum (Gewoon dikkopmos)
- Brachythecium salebrosum (Glad dikkopmos)
- Brachythecium tenuicaule (Haardikkopmos)
- Brachythecium tommasinii (voorheen Cirriphyllum tommasinii)
- Brachythecium turgidum
- Brachythecium velutinum (Fluweelmos)

... · B. albicans (bleek dikkopmos) · B. campestre (velddikkopmos) · B. glareosum (kalkdikkopmos) · B. laetum (rotsdikkopmos) · B. mildeanum (moerasdikkopmos) · B. oedipodium (ijl dikkopmos) · B. plumosum (oeverdikkopmos) · B. populeum (penseeldikkopmos) · B. reflexum (gekromd dikkopmos) · B. rivulare (beekdikkopmos) · B. rutabulum (gewoon dikkopmos) · B. salebrosum (glad dikkopmos) · B. tenuicaule (haardikkopmos) · B. velutinum (fluweelmos) · ...